# Вольштедт, Пауль
Пауль Вольштедт (нем. Paul Wolstedt, 14 октября 1888 Фленсбург — 7 июля 1973 Бонн) — немецкий геолог, один из основателей современной геологии четвертичного периода в Германии, крупный специалист мирового уровня в области изучения ледниковых отложений.

## Биография
Вольштедт изучал геологию в университете Альберта Людвига во Фрайбурге и в университете Геттингена, где в 1912 году получил ученую степень кандидата наук за вклад в изучение рельефа Северного Шлезвига. Затем короткое время был ассистентом Географического института в университете Галле, а с 1921 года в Прусском Геологическом земельном управлении (Preußische Geologische Landesanstalt), где занимался картированием Брауншвейга. После издания в 1929 году книги «Ледниковый период» получил международное признание. После окончания Второй мировой войны работал в Ганновере начальником отдела по изучению почвенного покрова при Нижнесаксонском земельном управлении. В 1958 году подал в отставку и переехал из Ганновера в Бонн. С 1952 года в качестве внештатного профессора работал в университете Бонна.
Вольштедт не ограничивал свои исследования возраста и истории ледникового периода только Германией или Европой, но исследовал также, например, воздействия покровных ледников на уровень моря, изучая ископаемые морские пляжи) в Австралии, Новой Зеландии, Южной Африке (во время полугодовой научной командировке в 1960-е годы) и Северной Америке (исследовательские путешествия в 1928 и в 1959 годах). В 1936 году учёный изучал современные ледниковые и перигляциальные процессы (Periglazial) (в том числе «мёртвые льды» в Исландии.
Книга «Ледниковый период» долгое время оставалась актуальным фундаментальным трудом.
С 1946 года Вольштедт являлся членом Леопольдины, а в 1947 выступил одним из учредителей (вместе с Рудольфом Граманном(Rudolf Grahmann) и Конрадом Рихтером(Konrad Richter) «Немецкого союза по изучению четвертичного периода» («союз червертичников Германии») (DEUQUA) (Deutsche Quartärvereinigung) с центром в Ганновере. Первое заседание было проведено в октябре 1948 года, а новый журнал союза «Ледниковый период и современность» (Eiszeitalter und Gegenwart) был основан в 1951 году, и главная заслуга в этом, прежде всего, Пауля Вольштедта. В 1949 году ему была вручена медаль Ханса Штилле за особые заслуги в области геологических исследований (первый год вручения этой медали), а в 1958 году — медаль Альбрехта Пенка (Albrecht-Penck-Medaille) (DEUQUA). В последующем (с 1998 года) союз четвертичников Германии учредил премию имени Пауля Вольштедта, вручаемую непериодически, но в среднем один раз в два года, лучшим немецкоговорящим исследователям за их работы в области четвертичной геологии.
В 1981 У деревни Мардорф (Mardorf (Neustadt am Rübenberge)) вблизи озера Штайнхудер Мер (Steinhuder Meer) для науки был открыт ледниковый валун размерами 4,2 x 1,7×1,6 м и весом 20 тонн, называемый ныне «Камень Пауля Вольштедта». Учёные выяснили: что эта гранито-гнейсовая глыба возрастом более миллиарда лет была доставлена сюда из Швеции в стадию Дренте (Drenthe-Stadium) Заальского оледенения и представляет часть конечно-моренной гряды. Вольштедт исследовал эту гряду и предложил называть стадию Заальского оледенения, в которую она образовалась, стадией Ребургер (Rehburger Stadium)(см. Eisrandlage).
Вольштедт поддерживал широкие международные контакты. В 1932 году он являлся членом комиссии по составлению карты четвертичных отложений Европы (масштаб 1:1 500 000). С 1961 по 1965 год он возглавлял комиссию по составлению карты четвертичных отложений Европы (масштаб 1:2 500 000) Всемирного союза по изучению четвертичного периода. Его обзорная карта оледенений северной Германии, составленная в 1935 году, вошла в школьные учебники географии.

## Признание научных заслуг
- 1946: избран членом Немецкой академии исследователей природы «Леопольдина»[9]
- 1953: награждён орденом «За заслуги перед Федеративной Республикой Германия» 1-й степени.

## Избранные труды
- Das Eiszeitalter: Grundlinien einer Geologie des Diluviums, Stuttgart, Enke, 1929.
Ледниковый период: основные черты геологии дилювия. Штутгарт, изд-во Энке, 1929.  (нем.)
- Das Eiszeitalter: Grundlinien einer Geologie des Quartärs, 3 Bände, 3. Auflage, Stuttgart, Enke, 1954 (Band 1), 1958 (Band 2), 1965 (Band 3).
Ледниковый период: основные черты геологии четвертичного периода. 3 тома, 3-е издание, Штутгарт, изд-во Энке, 1954 (том 1), 1958 (том 2), 1965 (том 3).
- Quartär, in der Reihe Handbuch der Stratigraphischen Geologie, Stuttgart, Enke, 1969.
«Четвертичный период». Среди томов справочного издания «Стратиграфические подразделения», Штутгарт, изд-во Энке, 1969.  (нем.)
- mit Klaus Duphorn: Norddeutschland und angrenzende Gebiete im Eiszeitalter, 3. Auflage, Stuttgart, K. F. Koehler, 1974 (zuerst von Woldstedt 1950, in 2. Auflage 1952, er starb ein Jahr vor Vollendung der 3. Auflage, die von Duphorn vollendet wurde).
вместе с Клаусом Дапхорном: Северная Германия и соседние регионы в ледниковое время. 3-е издание, Штутгарт, изд-во К. Ф. Кёлер, 1974.  (нем.)
- Die Geschichte des Flußnetzes in Norddeutschland und angrenzende Gebiete, Eiszeitalter und Gegenwart, Band 7, 1956, Nr.1.
История формирования речной сети Северной Германии и соседних территорий. В журнале "Ледниковый период и современность", том 7, 1956, №1.  (нем.)
- Der Ablauf des Eiszeitalters, Eiszeitalter und Gegenwart, Band 16, 1966.
Стадии ледникового периода. в журнале «Ледниковый период и современность», том 16, 1966.  (нем.)
- Saaleeiszeit, Warthestadium und Weichseleiszeit in Norddeutschland, Eiszeitalter und Gegenwart, Band4/5, Nr.1, 1954.
Оледенение Заале, стадия Варта и оледенение Висла в Северной Германии. В журнале «Ледниковый период и современность», том 4/5, №1, 1954.  (нем.)